# 国際連合休戦監視機構
国際連合休戦監視機構（こくさいれんごうきゅうせんかんしきこう、英語：United Nations Truce Supervision Organization、UNTSO）は、国際連合初の国際連合平和維持活動を目的とした組織。
第一次中東戦争の停戦監視を目的とする。

## 概要
1948年5月29日に安保理決議50により創設、この日は国連平和維持要員の国際デーという記念日となっている。現在の本部所在地はエルサレム。
国際連合休戦監視機構の軍事監視団は、停戦及び休戦協定履行の監督、偶発事件の拡大防止のために人員を展開し、現在に至るまでの平和維持活動の支援を行っている。
2009年時点の規模は軍事監視要員151名、文民スタッフ95名、現地採用スタッフ141名。